# Dubovik, Cetinje
Dubovik este un sat din comuna Cetinje, Muntenegru. Conform datelor de la recensământul din 2003, localitatea are 13 locuitori (la recensământul din 1991 erau 18 locuitori).

## Demografie
În satul Dubovik locuiesc 10 persoane adulte, iar vârsta medie a populației este de 43,6 de ani (39,0 la bărbați și 50,9 la femei). În localitate sunt 5 gospodării, iar numărul mediu de membri în gospodărie este de 2,60.
|  |

| Demografie | Demografie | Demografie |
| An         | Locuitori  | Locuitori  |
| ---------- | ---------- | ---------- |
|            |            |            |
|            |            |            |
|            |            |            |
|            |            |            |
| 1948       | 56         |            |
| 1953       | 49         |            |
| 1961       | 43         |            |
| 1971       | 27         |            |
| 1981       | 21         |            |
| 1991       | 18         | 18         |
| 2003       | 13         | 13         |

| \| Componența etnică conform recensământului din 2003[2] \| Componența etnică conform recensământului din 2003[2] \| Componența etnică conform recensământului din 2003[2] \| Componența etnică conform recensământului din 2003[2] \| Componența etnică conform recensământului din 2003[2] \| \| ----------------------------------------------------- \| ----------------------------------------------------- \| ----------------------------------------------------- \| ----------------------------------------------------- \| ----------------------------------------------------- \| \| \| \| \| \| \| \| Muntenegreni \| Muntenegreni \| \| 13 \| 100% \| \| necunoscută \| necunoscută \| \| 0 \| 0% \| |              |  |    |      |
| Componența etnică conform recensământului din 2003 |              |  |    |      |
| |              |  |    |      |
| Muntenegreni | Muntenegreni |  | 13 | 100% |
| necunoscută | necunoscută  |  | 0  | 0%   |